# コルト・オフィシャルポリス
コルト・オフィシャルポリス（Colt Official Police）は、コルト社が1927年に発表した6連発回転式拳銃である。その製品名が示す通り、警察などの法執行機関への販売を想定しており、アメリカ合衆国では警察組織に対して最も大量に納入された拳銃として知られる。1950年代まで警察官を始めとする法執行官の標準火器として広く使用された。また、第二次世界大戦中にはアメリカ軍や連合各国の軍隊でも使用された。

## 歴史
20世紀が始まった頃、アメリカ合衆国における大半の警察組織では旧式の.32口径回転式からより大口径の.38口径回転式へと標準官給拳銃の更新を進めていた。1908年、コルト社は先進的な設計を取り入れた38口径回転式拳銃アーミースペシャル（Army Special）を発表した。アーミースペシャルは比較的強力な拳銃弾として当時広く普及していた.38スペシャル弾を使用しており、様々な公的機関の官給拳銃として採用されることとなった。一方で同時期には半自動式のM1911ピストルが採用されたこともあり、軍部における回転式拳銃の人気は落ち込みつつあった。軍部との取引の減少を受けコルト社は代替市場を模索し、その末に民間市場および法執行機関向け市場にて回転式拳銃の人気と需要を確保したのである。
1927年の時点で、アメリカにおける法執行機関向け市場はコルト社が発表した2つの回転式拳銃、すなわちアーミースペシャルとポリスポジティブが席巻していた。コルトは販売戦略上の都合からアーミースペシャルの設計にわずかな変更を加えた上で、オフィシャルポリス（Official Police）と製品名を改めた。この時の変更点はトリガーおよびシリンダーラッチへのチェッカリング加工、フレームのトップストラップへの艶消し加工、リアサイトの溝の拡大である。また表面加工も改められ、アーミースペシャルでは黒染めのみ行われていたものが、オフィシャルポリスでは研磨処理も行われるようになった。1930年、ライバル企業であるスミス&ウェッソン社（S&W）がNフレームシリーズの新モデルとして.38/44を発表する。コルト社はこれに対抗し、オフィシャルポリスはS&W社の販売するどの拳銃よりも強力な38口径強装弾を容易く発砲できるとして宣伝を行った。1933年、コルト社は製品カタログの中でオフィシャルポリスを正式採用した公的機関をリストアップしている。これによれば、ニューヨーク市警察、ロサンゼルス市警察、シカゴ市警察、カンザス市警察、その他の多数の州警察組織、そして連邦捜査局（FBI）もオフィシャルポリスを官給拳銃として採用していたという。陸軍でも憲兵隊向け拳銃として一定数を調達したほか、財務省、沿岸警備隊、郵政庁郵便監察局などの公的機関が武装職員向けの強力な拳銃として購入した。また、南米各国でも警察や軍部隊の装備として調達が行われた。
1940年5月から1941年6月にかけて、.38ニューポリス弾仕様および.38-200弾仕様のオフィシャルポリスあわせて49,764丁が英国購買委員会によって購入され、イギリス本国および英連邦各国で不足していた標準拳銃の代替品として配備された。これらの拳銃はいずれも5インチ銃身を備えており、英国軍の刻印が刻まれていたほか、グリップには負い紐を通す為の環が取り付けられていた。これらのオフィシャルポリスの大半は、軍用ではなく民生用モデルの部品から作られた。
第二次世界大戦直前、合衆国政府は政府施設、造船所、軍需工場などへのサボタージュや盗難などに対処するべく武装警備要員の増員を図り、この際に大量の38口径回転式拳銃を調達するべくコルト社と契約を交わした。1941年から調達が始まったが、この際にごく少数のオフィシャルポリス38口径モデルが防衛機材社（Defense Supplies Corporation, DSC）から直接購入されている。その後、政府側購買関係者から生産の遅れや単価に関するクレームがあった為、コルト社では設計の簡略化を行った。表面の磨き加工は全て省略され、トリガーやハンマーのチェッカリングもなくなった。グリップは単純な市松模様のチェッカリングにコルト社のメダリオンをはめ込んだものだったが、すぐにコルトウッド（Coltwood）と呼ばれる成形プラスチック製のものに改められた。黒染めも取りやめられ、代わりにパーカー処理が施された。この省力モデルはコマンドー（Commando）と呼ばれ、憲兵隊、造船所や軍需工場などの警備員、あるいは海外活動に従事する諜報機関などに配備された。
1942年中頃、スプリングフィールド装備管区（Springfield Ordnance Distric, SOD）にコマンドーの調達および流通の監督権が与えられた。一部のコマンドーは米国海事委員会によって購入され、商船の警備用火器として配備されたほか、レンドリース法の元で連合各国に提供された。戦時中、ほとんどのコマンドーはDSC社によって生産された。コマンドーの大半は警備員や憲兵に配備されたが、海軍でも1,800丁程度を調達しており、各諜報機関では合わせて12,800丁程度を調達している。1944年、軍部からDSC社が調達手数料を課していることに対する正式な抗議が行われ、以後はコルト社から直接調達された。
戦後、コルト社ではオフィシャルポリスの民生市場向け生産を再開し、戦前と同様の高品質な黒染めおよび研磨処理が行われるようになった。ただし、木製グリップの復活は1954年になってからで、それまでは樹脂製のコルトウッドがそのまま使われた。この時期、コルト社の銃器は売上が低迷していた。また、警察および民生市場ではS&W社の新型拳銃が人気を獲得し、両社の収益差は徐々に狭まり、1960年代までに逆転した。これは例えば、S&W製拳銃がコルト製拳銃よりも安価だったことが影響しているとされ、各機関ではS&W製のミリタリー&ポリスというモデルを広く採用していた。1969年、コルト社ではコスト面から競合製品に対抗する為の更なる設計変更を施すのは現実的ではないと判断し、オフィシャルポリスの生産を中止した。最終的な総生産数は400,000丁以上であり、現在までオフィシャルポリスは最も成功した拳銃の1つと考えられている。

## 機能
オフィシャルポリスの主なパーツは機械加工で成形した炭素鋼で、表面には「ロイヤル・コルト・ブルード」（Royal Colt blued）として知られる黒染め加工とニッケルメッキが施されていた。銃身は4インチ (100 mm)、5インチ (130 mm)、6インチ (150 mm)のものがあった。フレームは.41またはIフレームとして知られるサイズのもので、.22LR弾、.32-20弾（1942年に生産中止）、.41LC弾（1938年に生産中止）などの口径のバリエーションがあったが、.38スペシャル弾仕様が最も有名である。安全装置はポジティブロック（Positive Lock）として知られるタイプのものを標準的に備えていた。照準はシンプルなアイアンサイトのみであった。

## 派生型

### コマンドー
コマンドー（英: Commando）は、オフィシャルポリスの戦時生産モデルである。銃身は諜報部員向けの2インチ、または4インチであった。表面処理の簡易化など、市販モデルに比べると生産性の向上を目的とした省力化が図られており、トリガーやハンマーのチェッカリング、リアサイト前の反射防止処理も省略されている。また、安価な樹脂製グリップも特徴の1つである。終戦までに48,611丁程度のコマンドーが政府によって調達された。このうち、12,800丁程度は陸軍情報隊や戦略諜報局（OSS）に支給された。OSSではジュニア・コマンドー（Junior Commando）として知られる2インチ銃身モデルを主に使用した。こうした部門による海外活動でも使用された事例がある。ジュニア・コマンドーの正式な生産は1943年3月から始まり、およそ9,000丁ほど調達された。その他の12,000丁程度の2インチモデルは、いずれも4インチモデルとして生産されたコマンドーを後に改造したものである。

### マーシャル
マーシャル（英: Marshal）は、1955年から1956年まで限定生産されたモデルである。銃身は2インチまたは4インチで、特徴的な曲線形グリップを備えている。生産数は2,500丁のみで、現在は非常に希少なコレクターアイテムとして知られている。

### マーク3
1960年代、コルト社はマーク3（MK III）シリーズの1つとして、新型のオフィシャルポリスを発表した。マーク3シリーズはコルト社が従来発表してきた製品の改良および低価格化を目的とした製品群であった。マーク3シリーズはオリジナルの拳銃とは違い、Jシリーズとして知られる新型のフレームを使用していた。商業的に失敗した為、わずか3年後にはシリーズの展開そのものが撤回された。